# Ein Abstecher nach Paris
Ein Abstecher nach Paris (engl. Ashenden. Or the British Agent) ist eine Geschichte in den gesammelten Erzählungen von William Somerset Maugham, die 1928 bei Heinemann in London und im selben Jahr bei Doubleday Doran in New York City erschienen. Die Übertragung ins Deutsche kam 1967 heraus.
Geschildert werden Episoden aus dem Leben des Schriftstellers Mr. Ashenden um 1916. Während des Krieges beteiligt sich der britische Geheimagent Ashenden am Kampf der „alliierten Nationen“ gegen die Mittelmächte. Von der neutralen Schweiz aus schickt der Agent seine ihm unterstellten Agenten zum Beispiel nach Deutschland und entlohnt sie für herbeigeschaffte Informationen.

## Inhalt
Vorwort des Autors
Maugham gesteht ein, er habe in dem Buch eigene Erfahrungen verarbeitet, die er im Dienst des Intelligence Department gemacht hat. Gemeint ist der Auslandsgeheimdienst. Bei allem Memoiren-Charakter des Buches möchte Maugham den Text doch als Produkt der Phantasie verstanden wissen.
R.
Wenige Wochen nach Kriegsausbruch verlässt Ashenden den Kontinent und kehrt heim. In London begegnet er auf einer Party dem Geheimdienstler Oberst R. Der Militär hat in Indien und auf Jamaika gedient. Er hält den Schriftsteller für den geborenen Geheimdienstler, weil er mehrere europäische Sprachen spricht und die Schreiberei keinen Verdacht erregen dürfte. R. macht Ashenden darauf aufmerksam, dass er im Fall des Erfolgs keinen Dank erwarten darf und ihm andernfalls nicht geholfen werden wird. Ashenden hat überhaupt nichts dagegen.
Der haarlose Mexikaner (The Hairless Mexican)
Von Lyon aus soll Ashenden den haarlosen Mexikaner – das ist General Manuel Carmona – nach Neapel begleiten. Den Engländern ist nicht bekannt, ob der Mexikaner jemals General gewesen war. In der Stadt unterm Vesuv wird der Grieche Constantine Andreadi, ein Agent Enver Paschas, erwartet. Der General soll verhindern, dass der Grieche bis Rom vordringt. Nachdem der Mexikaner dem Gegner gewisse Dokumente abgenommen und ihn ausgeschaltet hat, soll er von Ashenden, der dem Mexikaner als Mr. Somerville vorgestellt wurde, entlohnt werden. Carmona will so bald als möglich zurück nach Kuba. Ashenden-Somerville reist mit Diplomatenpass und staunt über seinen Reisegefährten. Dieser hat sich als Oberkommandierender der mexikanischen Armee ausgegeben, sich im Zug nach Italien in einem Salonwagen breitgemacht und benutzt bei seiner Toilette Eau de Cologne statt Waschwasser und Seife.
Die dunkle Dame (The Dark Woman)
Ashenden vermutet, der Mexikaner ist einer der größten Aufschneider. Da erzählt ihm der General die Geschichte von seiner Geliebten, der dunklen Dame aus Mexiko-Stadt. Im Gegensatz zu den anderen zahlreichen Damen, die der Mexikaner gehabt hat, ziert sie sich und gibt sich ihm erst hin, nachdem er ihr im Bett alle relevanten militärischen Geheimnisse, seine angezettelte mexikanische Staatsrevolte betreffend, ins Öhrchen geflüstert hat. Die dunkle Dame erweist sich als Spionin des Präsidenten von Mexiko. Der General kann leider nicht anders, er schneidet ihr die weiße Kehle durch.
Der Grieche (The Greek)
Der Mexikaner lauert Constantine Andreadi in Brindisi auf und kann Ashenden melden, dass er im ersten Anlauf der Busenfreund des Griechen, der den falschen Namen Lombardos angenommen habe, geworden ist. Während Ashenden tagelang die Annehmlichkeiten Neapels mit Muße genießt, bringt der General den Griechen um, kann jedoch keine Dokumente vorweisen. Ashenden empfängt von Oberst R. eine verschlüsselte Botschaft. Nach deren Entschlüsselung muss Ashenden entsetzt zur Kenntnis nehmen, Constantine Andreadi liegt krank in Piräus. Der Mexikaner hat den Falschen umgebracht.
Ein Abstecher nach Paris (A Trip to Paris)
Ashenden bewohnt ein bequemes Appartement in einem guten Genfer Hotel und genießt die Stadt ausgiebig. Er liest die Nouvelle Héloïse und flirtet mit dem Gegner: Die reizende Baronin de Higgins spioniert für Österreich. Oberst R. pfeift ihn zurück. Ashenden fragt sich, wer ihn wohl überwacht; woher der Vorgesetzte solche Kleinigkeiten weiß. Er wird nach Paris zu einem Treff mit R. zitiert. Der Oberst hat einen neuen Auftrag für den Schriftsteller. Chandra Lal, ein indischer Aufrührer, von Berlin aus gegen die Briten operierend, soll erschossen werden. Chandra Lal liebt die schöne Italienerin Giulia Lazzari. Als Italienerin von den Deutschen in Richtung Holland abgeschoben, kommt Giulia nach England und sitzt in London wegen Spionage. R. hat ihr zehn Jahre Haft angedroht, es sei denn, sie lockt Chandra Lal nach Thonon. R. meint, Ashenden ist genau der richtige Mann für dieses „Schachspiel“. Denn der Inder darf nicht unterschätzt werden. Warum sollte er sich ins Lager der Alliierten wagen? Zunächst soll Chandra Lal nach Lausanne dirigiert werden.
Giulia Lazzari
Ashenden übernimmt Giulia Lazzari von zwei Polizisten und bringt sie in Thonon im Hôtel de la Place unter. Chandra Lal erhält ein Telegramm, in dem ihm vorgegaukelt wird, die Geliebte warte im Lausanner Hôtel Gibbons auf ihn. Als der Inder seine Giulia in Lausanne nicht treffen kann, fällt er natürlich auf den oben genannten Trick nicht herein. Chandra Lal bleibt in dem sicheren Lausanne und begibt sich nicht nach Thonon. Schließlich gewinnt Ashenden das „Schachspiel“ gegen Chandra Lal, indem er seine schriftstellerischen Fähigkeiten einbringt. Er diktiert Giulia Lazzari einen Brief, auf den der Inder antwortet. Ashenden lässt das Antwortschreiben ungeöffnet nach Lausanne zurückgehen. Daraufhin tappt Chandra Lal in die Falle, kann sich aber dem Zugriff seiner englischen Todfeinde entziehen. Der Kämpfer für die indische Unabhängigkeit nimmt Blausäure.
Gustav
Von Genf aus reist Ashenden nach Basel und überprüft dort seinen Agenten Gustav. Dieser Vertreter einer Basler Firma mit Filialen in deutschen Großstädten wird von Oberst R. als Vorbild für den Rest der berichtenden britischen Agenten hingestellt. Aber wie das so mit Vorbildern ist – Oberst R. hat, rein intuitiv, seine Bedenken. Und in der Tat, Ashenden muss feststellen, Gustav hatte sich in den letzten Monaten nicht mehr ins Deutsche Reich begeben und Geld für schöne Berichte, alle von Basel aus erfunden, kassiert. Gustav bleibt jedoch im Geschäft. Im Auftrag von Ashenden soll er ermitteln, was der deutsche Spion Grantley Caypor, ein Engländer, in Luzern treibt.
Der Verräter (The Traitor)
Von Basel aus wird Ashenden von Oberst R. in das Luzerner Hotel befohlen, in dem Herr Caypor mit seiner deutschstämmigen Gattin wohnt. Der Engländer gibt sich botanisch interessiert. Die Schweizer Alpenflora hat es dem korpulenten 42-Jährigen aus Birmingham angetan. Bis 1914 lebte das Ehepaar in Southampton. Als der junge Spanier Gomez im Auftrag des britischen Geheimdienstes nach Deutschland ging, hatte ihn der Journalist Caypor an die Deutschen verraten. Gomez war von einem deutschen Gericht verurteilt und danach erschossen worden. Caypor erhält von den deutschen Geheimdienstler Major von P., der von Bern aus operiert, monatlich 40 Pfund. Als Major von P. seinen Agenten Caypor nach England schickt, wird der Verräter in Frankreich festgenommen und von den Engländern erschossen.
Hinter den Kulissen (Behind the Scenes)
Ashenden wird von Oberst R. nach X., das ist die Metropole eines Staates der Mittelmächte, geschickt. In diesem Land steht eine blutige Revolution unmittelbar bevor. Als Assistent steht dem Agenten ein galizischer Pole namens Herbartus zur Seite. Für seinen Geheimauftrag stehen Ashenden bedeutende finanzielle Mittel zur Verfügung.
Seine Exzellenz (His Excellency)
Zunächst verliert der Erzähler über oben genannten geheimen Auftrag kein Wort. Dafür lässt sich Ashenden von Sir Herbert Witherspoon ausführlichst die Geschichte seines Lebens und Liebens erzählen. Sir Herbert ist der britische Botschafter in dem Land X. Man plaudert am Kamin bei einem Brandy. Ab und zu wirft Ashenden einen verständigen Kommentar in die beinahe peinlichen Geständnisse ein. Draußen, keine 200 Meilen von der Hauptstadt des Landes X. entfernt, verbluten Soldaten in den Schützengräben.
Zahl oder Wappen (The Flip of a Coin)
Endlich lässt der Erzähler die Katze aus dem Sack. Herbartus ist bereit und wartet nur noch auf Ashendens Befehl. Österreichische Munitionsfabriken soll er sprengen. Es scheint, als habe der galizische Pole Gewissensbisse. Eine Anzahl seiner Landsleute werden zerrissen oder aber verstümmelt werden. Der stupide Krieg wird verurteilt. Ashendens immer unschuldige Vorgesetzte halten sich bedeckt und überlassen ihm den Einsatzbefehl. Schließlich finden Ashenden und Herbartus Gründe für die eigene Unschuld nach den Sprengungen. Die Deutschen hätten mit solchen verwerflichen Aktionen in den Ländern der Alliierten begonnen. Trotzdem kann sich Ashenden nicht zu dem Befehl durchringen. So wirft er eine Münze.
Eine Zufallsbekanntschaft (A Chance Acquaintance)
Im Jahr 1917 reist Ashenden von Europa aus über Nordamerika nach Wladiwostok und von dort in elf Tagen mit der Eisenbahn nach Petersburg. Wiederum verfügt der Reisende über fast unbegrenzte finanzielle Mittel zur Verwirklichung eines Geheimauftrags, den der Leser nicht kennenlernen wird. Ashendens Reisebegleiter ist der sehr gesprächige Mr. John Quiny Harrington aus Philadelphia. Der US-Amerikaner trägt ein Empfehlungsschreiben an Mr. Kerenski persönlich bei sich. Im Auftrag seiner Firma will Harrington mit der Interimsregierung Geschäfte machen.
Liebe und russische Literatur (Love and Russian Literature)
In Petersburg trifft Ashenden seine ehemalige Geliebte Anastasia Alexandowna Leonidow wieder. Anastasia war nach der Märzrevolution aus Westeuropa nach Russland heimgekehrt. Vor Jahren hatte diese Liebe eine einwöchige ernstere Probezeit in Paris nicht bestanden. Ashenden hatte das Weite gesucht, weil er partout nicht länger als drei aufeinanderfolgende Morgen mit der Geliebten Rührei frühstücken konnte. Er hatte am vierten Morgen starrsinnig auf Setzei bestanden. Nun ist die Liebe längst erkaltet.
Mr. Harringtons Wäsche (Mr. Harrington’s Washing)
Als Ashenden der Frau von seinen politischen Absichten und finanziellen Möglichkeiten Andeutungen macht, wird er doch wieder ein interessanter Mann. Anastasia hofft, mit Ashendens Geld die Geschicke ihres Russland zu lenken. Am 7. November 1917 platzen alle Projekte von Anastasia, Ashenden und auch der nagelneue Vertrag Mr. Harringtons mit der Interimsregierung. Harrington, ein sehr reinlicher Mann, wird in den Revolutionswirren in Petersburg auf offener Straße erschossen, als er vor der Abreise nach Schweden noch schnell einen Stoß seiner guten Oberhemden aus der Wäscherei holt.

## Form
Aus der rechten Spalte in der Tabelle unten geht hervor, welche Erzählungen zusammengehören.
Fehlen dem Erzähler Fakten, stellt er manchmal Vermutungen an. Zum Beispiel nimmt er an, der Verräter Caypor sei über seine deutsche Frau an den deutschen Geheimdienst vermittelt worden.
Die Untergebenen des britischen Agenten Ashenden stammen aus aller Herren Ländern, nur nicht aus England. Ashenden wirbt sie teilweise an, beauftragt, beaufsichtigt und bezahlt sie, macht sich aber nicht die Finger schmutzig. Zum Beispiel, als der Oberst in Neapel den falschen Griechen ermordet, vertreibt sich Ashenden die Zeit in der Stadt. Der Leser erfährt nur das Ergebnis der Untat.

## Interpretation
Maugham habe sich selbst als Vorbild für Mr. Ashenden genommen. Hinter Chandra Lal stehe Virendranath Chattopadhyaya. Der britische Agent Donald Gullick wäre zum Mord an Chattopadhyaya ausgeschickt worden. Letzterer sei in der Episode auf dem Wege zu Mahendra Pratap gewesen.

## Ashenden oder Der britische Geheimagent
Verwiesen sei noch auf eine neuere Ausgabe in deutscher Sprache: W. Somerset Maugham: Ashenden oder Der britische Geheimagent. Erzählungen. Deutsch von Wulf Teichmann, Eva Schönfeld und Helene Mayer. Diogenes Verlag, Zürich 1972, 1976. ISBN 3-257-20337-3.
Vergleich beider Ausgaben ergibt, vom Handlungsablauf her zusammengehörige Erzählungen wurden bei Diogenes zu einer Erzählungen aneinandergereiht. Die Diogenes-Ausgabe ist umfangreicher als die erste deutschsprachige Ausgabe des Scherz Verlages. Denn sie enthält noch die Erzählung „Sanatorium“ und die Erzählung „Miss King“ ist wesentlich länger als die Erzählung „R.“ Letztere ist gleichsam die kleine Einleitung zu „Miss King“.
| Ashenden oder Der britische Geheimagent | Ein Abstecher nach Paris                                                       |
| --------------------------------------- | ------------------------------------------------------------------------------ |
| Miss King                               | R.                                                                             |
| Der haarlose Mexikaner                  | Der haarlose Mexikaner Die dunkle Dame Der Grieche                             |
| Giulia Lazzari                          | Ein Abstecher nach Paris Giulia Lazzari                                        |
| Der Verräter                            | Gustav Der Verräter                                                            |
| Seine Exzellenz                         | Hinter den Kulissen Seine Exzellenz Zahl oder Wappen                           |
| Mr. Harringtons Wäsche                  | Eine Zufallsbekanntschaft Liebe und russische Literatur Mr. Harringtons Wäsche |
| Sanatorium                              | nicht enthalten                                                                |

## Verfilmungen
- 1936 nahm Alfred Hitchcock den Stoff für seinen Geheimagenten[6] aus den Erzählungen „Der haarlose Mexikaner“ und „Der Verräter“. Darin spielten John Gielgud den Mr. Ashenden und Peter Lorre den mexikanischen General Manuel Carmona. Lilli Palmer und Michael Redgrave traten in Nebenrollen auf.
- 1991 schuf Christopher Morahan aus Episoden des Buches den Vierteiler „Ashenden“[7] für die BBC. Alex Jennings spielte den Mr. Ashenden, Ian Bannen den „R.“, Harriet Walter die Giulia Lazzari, Alan Bennett den Grantly Caypor und Alfred Molina den General Carmona.

## Verwendete deutsche Ausgabe
- Ein Abstecher nach Paris. Aus dem Englischen übersetzt von Eva Schönfeld. Ullstein Buch Nr. 2770, Frankfurt am Main 1971 (1. Aufl. 1973). 189 Seiten (ungekürzte Ausgabe. Lizenzgeber: Scherz Verlag, Bern 1967), ISBN 3-548-02770-9